# Madonna dal collo lungo

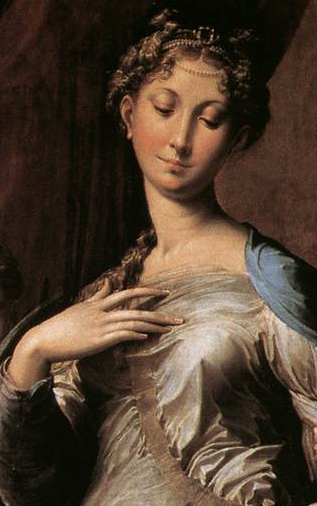
Dettaglio

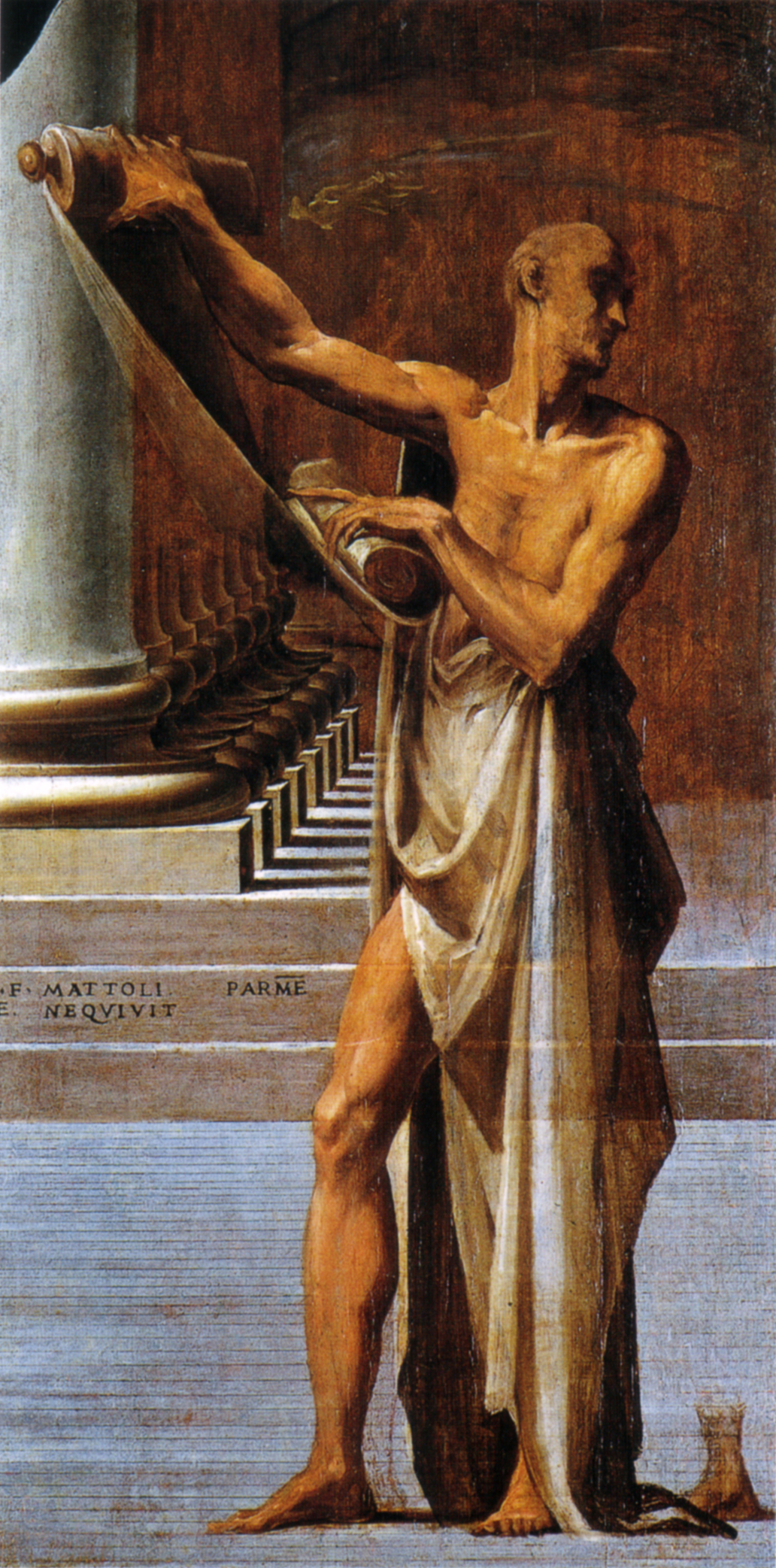
Dettaglio

La Madonna dal collo lungo è un dipinto a olio su tavola (216 × 132 cm) del Parmigianino, databile al 1534-1540 e conservato nella Galleria degli Uffizi a Firenze. È considerato uno dei dipinti più importanti e rappresentativi del Manierismo italiano, ispirato a un'estetica anticlassica e ricco di allusioni e trasposizioni simboliche.

## Storia
L'opera venne commissionata da Elena Baiardi Tagliaferri per la sua cappella nella chiesa di Santa Maria dei Servi a Parma, con un contratto datato 23 dicembre 1534. Si trattava della sorella del cavalier Francesco Baiardo, amico e patrono del Parmigianino nonché probabile acquirente del suo studio dopo la sua morte, possessore tra l'altro del Cupido che fabbrica l'arco. Nel contratto l'artista si impegnava, per trentatré scudi versati in anticipo, a compiere il dipinto in cinque mesi, entro la pentecoste del 1535, pena un risarcimento danni con la propria casa a garanzia (la casa familiare in Borgo delle Asse, ereditata dal padre, in cui vivevano ancora i suoi fratelli, con i quali l'artista sembrava avere ormai pochissimi rapporti), ma tale termine venne sforato e l'opera venne lasciata incompiuta alla repentina partenza dell'artista per Casalmaggiore nel 1540, dove morì, lasciandola nel proprio studio. Il cavalier Baiardi, chissà se in virtù proprio di quella clausola, divenne proprietario dello studio del pittore, in cui inventariò 22 dipinti e ben 495 disegni autografi.
Atteso qualche anno per decidere se far completare la pala o meno, essa venne infine collocata nella cappella nel 1542, come si ricava dalla trascrizione di un'antica lapide in loco, tramandata da padre Ireneo Affò nel 1784 e oggi scomparsa. In occasione della consacrazione della pala venne anche probabilmente aggiunta la scritta che si legge sul gradino a destra ("FATO PRAEVENTUS F. MATTOLI PARMENSIS ABSOLVERE NEQUIVIT") che vuole appunto giustificare il pittore per lo stato non finito, dovuto al Fato avverso.
Vasari, nel 1550, dedicò al lavoro solo qualche breve cenno, mentre nella descrizione della diocesi di Parma del 1564 del Dalla Torre l'opera è definita "non perfectam" (incompiuta), ma è comunque giudicata "mirae pulchritudinis et excellentiae". Più estesa fu la menzione dell'opera nell'edizione del 1568 delle Vite. Ancora nel 1671 il Barri la annotò tra le opere nella chiesa parmense.
Nel 1674 si interessò all'opera il cardinale Leopoldo de' Medici che, tramite il suo emissario Annibale Ranuzzi, iniziò una trattativa con i padri serviti, divenuti all'epoca proprietari della tavola, che però non portò a un accordo e si interruppe. Solo nel 1698 il gran principe Ferdinando de' Medici riuscì ad aggiudicarsi l'opera e a farla trasportare a Firenze; fece da intermediario il conte Calvi che, con l'approvazione di Francesco Farnese, riuscì a superare i tentativi di opposizione dei conti Cerati di Parma, che tentarono di rivendicare per sé il dipinto.
Nel 1799, durante le spoliazioni napoleoniche, fu portata a Parigi, dove restò fino al 1815, grazie alle pratiche espletate dal senatore Giovanni degli Alessandri che si era recato appositamente a Parigi, accompagnato dal pittore Pietro Benvenuti.
Numerosissimi i disegni preparatori, che testimoniano la lunga elaborazione dell'opera. Oggi ne restano, tra i principali, all'Ashmolean Museum di Oxford, alle Gallerie dell'Accademia di Venezia (n. 378 r e v) e al Cabinet des Dessins del Louvre (n. 6378). Un disegno acquerellato al British Museum (n. 1978-3-4-6), che mostra la Madonna tra i santi Girolamo e Francesco secondo un'iconografia tradizionale potrebbe essere stata la "prima idea" per la tavola.
Una certa somiglianza della Madonna con la Cerere degli affreschi nella Stufetta di Diana e Atteone ha fatto ipotizzare recentemente che essa contenga un ritratto di Paola Gonzaga, la moglie del conte Sanvitale di Fontanellato. Sebbene non si possa escludere che l'artista attinse a un tipo fisico simile, un tale omaggio appare oltre che inspiegato (i rapporti coi Sanvitale risalgono a un decennio prima, mentre in quegli anni l'artista risultò protetto, piuttosto, dai loro rivali, i Rossi di Sansecondo) anche eccessivo, per non dire eretico.
È ancora il Fagiolo dell'Arco a darne un'interpretazione fondata sui principi alchemici e religiosi: il tema del dipinto sarebbe l'Immacolata Concezione; il vaso in primo piano a sinistra, su cui è visibile la croce citata dal Vasari, farebbe riferimento al grembo di Maria, il vas Mariae, alludendo in questo modo alla morte di Cristo appena concepito, secondo la concezione alchemica della nascita corrispondente alla morte. La colonna è simbolo dell'Immacolata e il lungo collo della Vergine, dal Medioevo, era già un attributo della Madonna - collum tuum ut columna.

## Descrizione
Una tenda rosa scostata fa da sfondo a una slanciata Madonna seduta, rappresentata a tutta figura su un invisibile seggio, con alcuni cuscini imbottiti ai piedi. Sorridente e distante, come una principessa elegante, mostra proporzioni allungate soprattutto evidenti nel collo graziosamente curvato, che dà il nome all'opera. Ella tiene in grembo il Bambino, addormentato in una posizione un po' precaria che, con le gambe e le braccia divaricate, sembra sondare la profondità dello spazio attorno a sé. Il Bambino ha un'età inusualmente avanzata, sui sei anni, come già nella precedente Madonna della Rosa.
Anche la composizione adotta soluzioni incomplete, che evitano la tradizionale simmetria nella disposizione del personaggi. A sinistra si assiepano sei angeli (o efebi, secondo un'altra interpretazione), accalcati confusamente in uno spazio ristretto per vedere il neonato. La testa del sesto angelo è incompiuta e difficilmente individuabile: si trova esattamente sotto il gomito destro di Maria. L'angelo in primo piano, di cui si vede la snella coscia nuda (una citazione della Madonna di San Giorgio del Correggio, qui però sviluppata più in verticale) e un'ala grigia levata, porge a Maria, sfiorandolo con le dita, un vaso d'argento in cui si riflettono alcuni bagliori, tra cui si distingue un crocifisso: un riferimento all'Immacolata concezione (tema caro ai Serviti) e all'appellativo di Maria come "vaso mistico", oltre che prefigurazione della Passione per il Bambino che, addormentato, ricorda la posizione delle Pietà. Una citazione tutt'altro che casuale lega l'opera alla Pietà vaticana di Michelangelo: madre e figlio hanno infatti una posa simile ma rovesciata e la Vergine indossa una cintura a tracolla proprio come nella statua marmorea. In questo caso però la fascia blocca il vibrare del panneggio setoso, con un effetto bagnato che ricorda la scultura ellenistica. Il velo azzurro intenso non le copre la testa, come al solito, svelando invece una complessa acconciatura con un diadema e file di perle, come se ne vedono anche in altri dipinti di Parmigianino; ricade invece sulla spalla e forma un'ampia piega dietro la schiena, che bilancia compositivamente il volume delle gambe di Maria.
La metà destra è estremamente insolita, anche - ma non solo - per la caratteristica di non finito. È infatti caratterizzata da un'ampia zona vuota, dove lo spazio stacca nettamente su un piano molto arretrato e basso. Qui una fila di altissime colonne di marmo senza capitello (alla base sono molte, proiettanti le loro ombre sui gradini, ma nella parte superiore solo una è dipinta) allude forse al tempio di Salomone e sovrasta un minuscolo uomo emaciato, "così rimpicciolito dalla distanza che a stento raggiunge il ginocchio della Madonna". Egli srotola una pergamena, forse in qualità di profeta o forse quale San Girolamo (che aveva discusso l'affermazione del dogma dell'Immacolata). Accanto a lui doveva trovarsi un secondo personaggio, di cui l'artista fece in tempo a dipingere appena un piede: forse era un san Francesco, patrocinante del culto dell'Immacolata. La colonna è legata all'inno mariano Collum tuum ut colonna ("Il tuo collo come una colonna") derivato dal Cantico dei cantici, che spiega anche l'accento posto sul collo della Vergine. Le analogie tra le proporzioni della Vergine, il Vaso e la colonna vennero lette da Elizabeth Cooper alla luce delle indicazioni del De architectura di Vitruvio. Per Béguin invece nascondeva un riferimento allo Pseudo-Bonaventura in cui si racconta che Maria partorì in piedi appoggiata a una colonna.

## Stile
Un aspetto tipicamente manierista di quest'opera è lo sconvolgimento delle proporzioni umane, come del resto il titolo suggerisce: non solo il collo della Vergine è più lungo del normale, ma anche la gamba dell'angelo sulla sinistra, le dita di Maria e il corpo della stessa, grande circa il doppio di quello degli angeli. Questo incredibile allungarsi delle figure, ormai così lontano dal canone equilibrato del Rinascimento, è una deformazione per lo più intellettualistica, tesa a dare un aspetto più elegante e sofisticato alle immagini. Ad esempio la rassomiglianza tra l'urna che l'angelo tiene in mano e la forma della sua stessa coscia innesca un gioco di rispondenze che gratifica l'osservatore più attento. Particolarmente interessante è il piede destro della Vergine: sebbene sia appoggiato sui cuscini al margine inferiore del dipinto, sembra essere proiettato verso l'esterno dell'opera stessa, rompendo il tradizionale modo di osservare una pittura.
Il colore perde l'abituale compattezza facendosi leggero e trasparente, a tratti screziato, come se alludesse a sostanza ignote dai riflessi di metalli rari, che fanno pensare agli studi alchemici di cui, più volte, Parmigianino fu accusato dai contemporanei. Fagiolo dell'Arco si addentrò in una spiegazione ermetica del dipinto, legata ai principi dell'alchimia, secondo la quale gli oggetti presenti si riferirebbero a una concezione "in vitro". Non manca inoltre una vena di raffinato erotismo, nelle nudità o nell'accento posto sullo scultoreo seno di Maria.
Illuminante è il passaggio di Ernst Gombrich sulla Madonna dal collo lungo: «Il pittore voleva essere non ortodosso. Voleva dimostrare che la classica soluzione dell'armonia perfetta non è l'unica soluzione esistente; che la semplicità naturale è un modo per raggiungere la bellezza, ma che ci sono modi meno diretti per ottenere effetti interessanti agli occhi di sofisticati amanti dell'arte. Sia che ci piaccia o che non piaccia la strada che ha scelto, dobbiamo ammettere che aveva buone ragioni. In effetti, Parmigianino e tutti gli artisti del suo tempo che deliberatamente cercarono di creare qualcosa di nuovo e inaspettato, anche alle spese della bellezza "naturale" stabilita dai grandi maestri, sono stati forse i primi artisti "moderni". Sappiamo, infatti, che ciò che oggi è chiamata arte "moderna" potrebbe avere le origini in un simile bisogno di evitare l'ovvietà e ottenere effetti che differiscono dalla convenzionale bellezza naturale».
Anche Hauser ne scrisse una pagina di eloquente analisi: «[nella Madonna dal collo lungo] si ritrovano il retaggio di bizzarrie del Rosso, le forme più allungate, i corpi più snelli, le gambe più lunghe e le mani più sottili, il più delicato viso di donna e il collo più squisitamente modellato, e l'accostamento di motivi più irrazionali che si possa immaginare, le proporzioni più inconciliabili e la più incoerente figurazione dello spazio. [...] E che cosa vogliono rappresentare i giovinetti e le fanciulle accalcati nell'angolo a sinistra in primo piano? Angeli? O non piuttosto... un efebo con i suoi compagni, nell'atto di presentare un'offerta votiva alla Vergine, a quest'idolo così idealmente leggiadro? Si sarebbe così arrivati là dove doveva ineluttabilmente condurre questo genere di pittura sacra: a un culto pagano della bellezza».
Affermazioni dunque della rottura dell'opera con il Rinascimento, e la proclamazione di una nuova corrente che omaggia angoscia, drammaticità, deformazione, disarmonia, tormento e irrealtà: il "vero" Manierismo.